# Маленький великий пес (мультфільм)
«Мале́нький вели́кий пес» — український анімаційний фільм 2008 року студії Укранімафільм, режисер — Людмила Ткачикова.

## Сюжет
Про те, як зустрілися два друга - хлопчик і песик. Бездомну собачку знайшла жінка, помила й нагодувала. В цей же час хлопчик намагається довести своєму батькові, що він вже дорослий, щоб завести чотириногого улюбленця і доглядати за ним. Але перш ніж вони опиняться разом, їм належить пройти кілька випробувань.

## Над фільмом працювали
- Автор сценарію: Світлана Рузинська (у титрах С. Рузінська);
- Режисер: Людмила Ткачикова;
- Художники-постановники: Наталя Чернишова (у титрах Н. Чернишева), О. Кармазіна, Світлана Захарова;
- Композитор: Леонід Белєй (у титрах Л. Бєлєй);
- Звукорежисер: Андрій Обод;
- Монтаж, композит: Віктор Радкевич;
- Аніматори: Володимир Комчугов, Вадим Назаров, В. Омельчук, О. Філей, Наталія Мордас, С. Савчук, Ігор Ленго, Сергій Огурцов, М. Нікітіна, Тетяна Гагуріна, Д. Бакрив, Людмила Шовкун, Михайло Яремко;
- Художники: С. Зеленська, Надія Чижик, С. Віленко, Ольга Кірісова, Тетяна Фархад, Ірина Романюк, Валентина Кузьмич;
- Асистент режисера: В. Пантелєєва;
- Оператор: Г. Ніконова;
- Редактор: Світлана Куценко;
- Директор знімальної групи: Алла Шебанова.

### Ролі озвучили:
- Богдан Бенюк,
- Аліна Лисенко,
- Роман Костюченко (у титрах Рома Костюченко),
- Марина Богданова (у титрах Маша Богданова),
- Майя Коцюба (у титрах Майа Коцюба).